# غیر رزمی

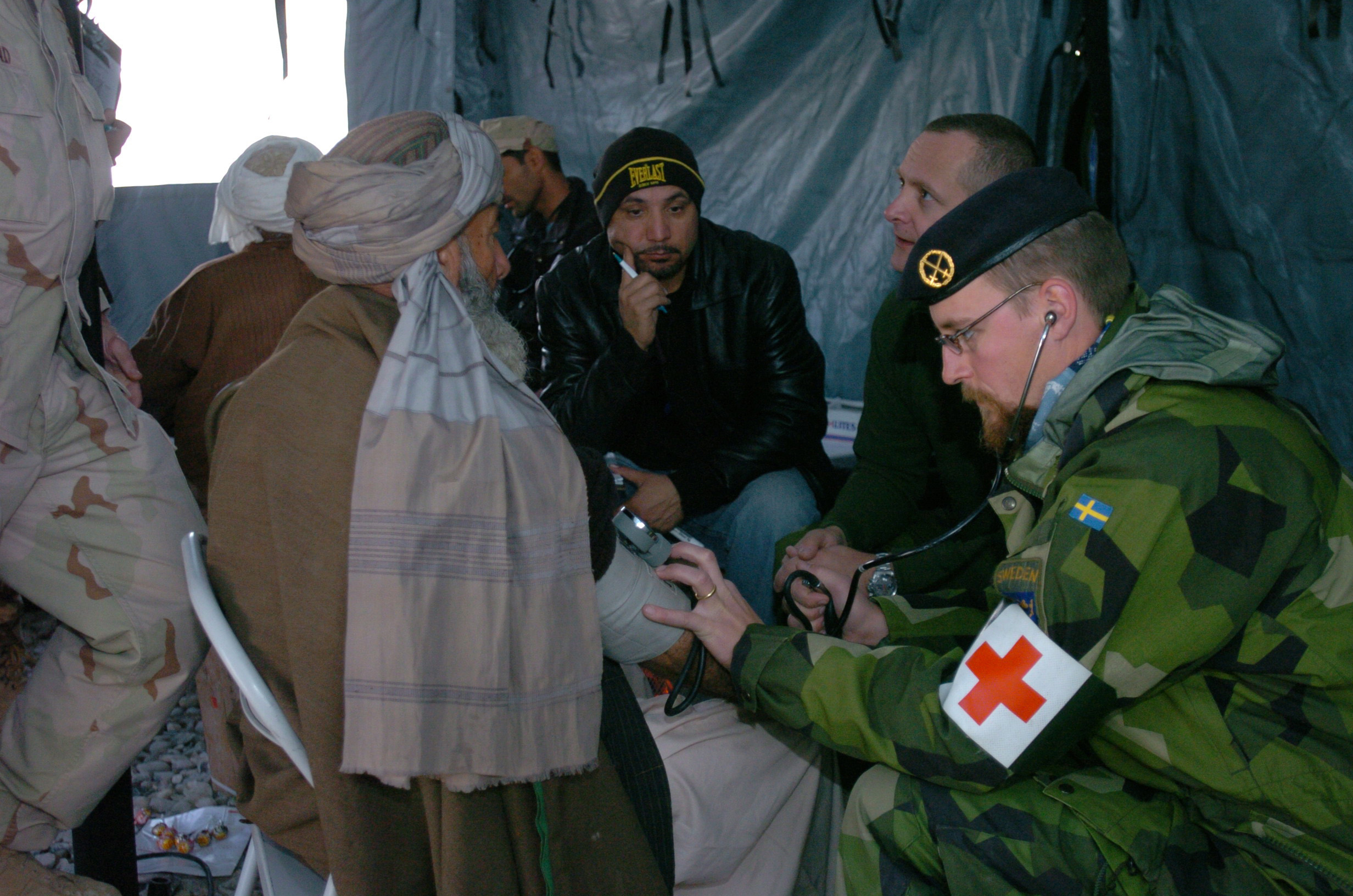
نمایی از پزشک ارتش سوئد در حال مداوای یک غیرنظامی افغان در سال ۲۰۰۶، طی جنگ در افغانستان. پزشکان در جنگ، «غیر رزمی» محسوب می‌گردند.

غیر رزمی (انگلیسی: Non-combatant) اصطلاحی است در حقوق بین‌الملل بشردوستانه برای تعریف افراد غیرنظامی که به‌طور مستقیم در جنگ شرکت نمی‌کنند. آنها رزمندگان تکنسین فوریت‌های پزشکی یا به‌طور عام خانواده‌های پرسنل نظامی هستند که از اعضای نیروی نظامی متخاصم به‌شمار می‌روند و جزو افراد حفاظت شده به دلیل دسته‌بندی مأموریت ایشان محسوب می‌شوند. آنچنانکه در پروتکل الحاقی به معاهده منع گسترش سلاح‌های هسته‌ای کنوانسیون ژنو موقعیت قانونی غیررزمی ایشان در آن تشریح شده است و در ژوئن ۱۹۷۷ به ثبت رسیده و به رسمیت شناخته شد. پیکارگر یا رزمنده نیز ترم فرانسوی است در حقوق بین‌الملل بشردوستانه، همچنین بی‌طرفی در روابط بین‌الملل به افرادی گفته می‌شود که در یک درگیری یا منازعه متخاصم در جنگ شرکت ندارند. این موقعیت قانونی ابتدا در کنوانسیون اول ژنو در ۱۸۶۴ به رسمیت شناخته شد.

## تاریخچه

### کنوانسیون لاهه ۱۸۹۹ و ۱۹۰۷
معاهدات و اعلامیه‌های بین‌المللی می‌باشند که در دو کنفرانس بین‌المللی صلح در شهر لاهه در هلند مورد مذاکره قرار گرفته‌اند. اولین کنفرانس لاهه در سال ۱۸۹۹ و دومین کنفرانس لاهه در سال ۱۹۰۷ برگزار شد. همراه با کنوانسیون ژنو، کنوانسیون لاهه جزو اولین اعلامیه‌های رسمی از قوانین جنگ و جنایات جنگی در بطن قوانین بین‌المللی سکولار به‌شمار می‌آیند. کنفرانس سومی هم برای ۱۹۱۴ برنامه‌ریزی شده بود که به ۱۹۱۵ موکول شد ولی با شروع جنگ جهانی اول برگزار نگردید.
در ۱۸ مه ۱۸۹۹ به پیشنهاد نیکلای دوم امپراتور روسیه، اولین کنفرانس معروف به کنفرانسهای صلح در شهر لاهه هلند با هدف حفظ صلح تشکیل گردید. در این کنفرانس ۲۶ کشور شامل ۲۰ کشور اروپایی و آمریکا و مکزیک، ایران، چین، ژاپن و سیام شرکت کردند.
از دستاوردهای مهم کنفرانسهای صلح لاهه که نقطه عطف مهمی در توسعه حقوق بین‌الملل است محدود کردن کشورها از انجام بعضی اقدامات است و ضمانت اجرای تخلف از آنها در چارچوب دولت محوری و دستیابی به دو عنوان ۱- مقابله به مثل ۲- اقدامات تلافی جویانه است.

### کنوانسیون ژنو
پیمان ژنو، پیمانی است که بین کشورهای امضاکننده بسته شده است و پراهمیت‌ترین ماده حقوق بین‌الملل بشردوستانه است. کنوانسیون ژنو مفادی را برای زمان جنگ وضع کرده است که از افرادی که دیگر در جنگ نیستند حفاظت و حمایت می‌کند. بنیان‌گذاری و گسترش کنوانسیون ژنو بر اساس تجربه‌هایی است که حکومت‌ها در دوران جنگ‌هایشان گرد آورده بودند.
نهضت بین‌المللی صلیب سرخ و هلال احمر نخستین پیشگام در امور بشردوستانه بین‌المللی می‌باشد که منطبق با حقوق بین‌الملل رفتار می‌کند. این نهضت در زمینه محافظت از زخمی‌ها و بیماران عضو در نیروهای مسلح کشورها در نبردهای زمینی، دریایی و همچنین در زمان اسارت فعالیت می‌کرد. در سال ۱۹۴۹، با تصویب کنوانسیون ژنو، چهارچوب کلی جدیدی برای کمک به نیازمندان در شرایط جنگی فراهم آمد.